# Квинт, Лора Геннадьевна
Лора Геннадьевна Квинт (род. 9 июля 1953, Ленинград) — советский и российский композитор, пианистка, член Союза композиторов РФ, заслуженный деятель искусств Российской Федерации (2005), заслуженный деятель культуры Ханты-Мансийского автономного округа (2007). Профессор и художественный руководитель спецпроектов Института современного искусства (ИСИ).

## Семья
- Отец — Гирша (Геннадий) Григорьевич Квинт (25 февраля 1924[8][9] — 9 ноября 2020, Делрей-Бич[10][11][12]), инвалид (в результате ампутации обеих ног[11]), работал инженером в конструкторском бюро «Айсберг»[13], соавтор нескольких изобретений в области оборудования ледоколов и судовых подъёмных установок[14].
- Мать — Марина Семёновна Квинт (род. 2 марта 1929), преподаватель английского языка[13].
- Брат — Михаил Квинт[англ.] (род. 27 апреля 1960 года, Ленинград) — виолончелист, профессор Питсбургского университета, организатор двух струнных фестивалей в Европе[15]. В 1989 году[16]  эмигрировал с семьёй и родителями из СССР в США[17].
- Первый муж (с 1971 года[18] по 1974 год[19]) — Александр Журбин, композитор, заслуженный деятель искусств РФ[20][21][22][23].
  - Сын от первого брака[23][24] — Филипп Квинт (род. в 1974 году)[25], окончил Джульярдскую школу в Нью-Йорке, скрипач. С 1991 года[17] живёт в США, где снялся в главной роли в фильме «Даун таун экспресс». Обладатель четырёх номинаций на премию «Грэмми».
- Второй муж (в браке прожили семь лет) — Семён Шнайдер (творческий псевдоним Добров)[26], музыкант, автор-исполнитель, аранжировщик, музыкальный руководитель ансамбля «Поющие гитары»[24].
- Третий муж (с 1989 года)[27] — Андрей Билль, певец, Заслуженный артист РФ, лауреат международных конкурсов, преподаватель вокала и арт-директор «Института современного искусства» (Москва), двукратный чемпион мира по парусному спорту[28][29].

## Образование
- Музыкальная школа при Ленинградской консерватории, класс фортепиано и композиции[30][31].
- В 1978 году окончила Ленинградскую консерваторию (педагог — Народный артист России, профессор Владислав Успенский)[4]. Обучалась сразу на двух факультетах: по направлениям классическая композиция и фортепиано[17].

## Биография
Лора Квинт — автор симфонической и инструментальной музыки, камерно-вокальных циклов, эстрадных песен. Написала свою первую песню в семь лет. В четырнадцать лет написала песню «Аве Мария», и именно с этой песни начался профессиональный композиторский стаж Лоры Квинт. С 1972 года — концертмейстер Ленинградского театрального института. В 1970-е годы взяла псевдоним Доброва, под которым выходили её произведения, начиная с самой первой пластинки с записью «Сентиментального романса» в исполнении Алисы Фрейндлих. В то время она написала целый ряд произведений для Альберта Асадуллина, а также для Ирины Понаровской и Людмилы Сенчиной. В возрасте восемнадцати лет по заказу Ленинградского Малого драматического театра Квинт написала свой первый мюзикл «Карлсон снова прилетел», главную роль в котором исполнил Михаил Светин. В 1980 году она сочинила музыку к спектаклю «Перпетуум мобиле» ленинградского театра «Эксперимент», в котором сама композитор в течение двух лет исполняла роль Музы. В 1983 году стала работать автором-исполнителем в Ленконцерте.. Известность Лоре принесла песня «Здравствуй, мир!» (лауреат Песни-86), написанная ею на стихи Владимира Кострова, которая прозвучала в 1986 году в Таллине на «Играх доброй воли». А годом раньше Квинт написала музыку к спектаклю «Пеппи — Длинный чулок» по книге А. Линдгрен. Увидев свою повесть на сцене, шведская писательница назвала эту работу «лучшей из всех, которые когда-либо шли на театральных подмостках».
Всесоюзную известность Лоре Квинт принесли эстрадные песни, представляющие собой особый жанр в её творчестве. Их в разное время исполняли: Алла Пугачева, Тамара Гвердцители, Павел Смеян, Ксения Георгиади, Валентина Толкунова, София Ротару, Лев Лещенко, Иосиф Кобзон, Филипп Киркоров, Ольга Кормухина, Екатерина Шаврина, Ирина Шведова, Николай Караченцов, Клара Новикова, Владимир Винокур, Ефим Шифрин, Алёна Апина, Лолита Милявская, Михаил Шуфутинский, Дмитрий Певцов. Она написала песенные циклы для Валерия Леонтьева, Максима Аверина, Надежды Бабкиной и Андрея Билля. С последним Лора Квинт выпустила в 1991 году виниловую пластинку «Ревность» и в 1997 году аудиокассету «Ты самая красивая». Она сотрудничала с поэтами: Владимиром Костровым, Николаем Денисовым, Владимиром Алениковым, Риммой Казаковой, Ольгой Клименковой, Николаем Зиновьевым, Ларисой Рубальской, Любовью Воропаевой, Борисом Дубровиным, Ильёй Резником, Андреем Дементьевым, Юрием Энтиным. Иногда сама выступает автором стихов для своих песен.
В 1986 году Лора Квинт написала музыку к новогодней сатирической кинокомедии «Нужные люди» (реж. Владимир Алеников), песня из этого фильма «Монолог „нужного человека“», исполненная Николаем Караченцовым, впоследствии прозвучала в эфире телевизионной передачи «Утренняя почта». Впоследствии Николай Караченцов записал ещё несколько песен Лоры Квинт: «Колдунья за рулём» и «Мадам» на стихи Николая Зиновьева, «Спасатель» на стихи Владимира Аленикова, «Теннисная песенка» на стихи Риммы Казаковой, «Привет, артист!» на стихи Николая Денисова, «Монолог начинающего бизнесмена» и «Марьина роща» на стихи самой Лоры Квинт, но эти композиции так и не получили широкой известности.
Высокие оценки получила полистилистическая опера «Джордано». Премьера состоялась в 1988 году в ГЦКЗ «Россия» (режиссёры — Владислав Дружинин и Александр Жеромский, автор либретто — Владимир Костров, главные партии исполнили Валерий Леонтьев, Лариса Долина и Павел Смеян). Эта опера выдержала 56 аншлагов, вызвав широкий общественный резонанс. Эту работу высоко оценила Анни Жирардо. В октябре 2012 года в «Театриуме на Серпуховке» состоялась премьера нового музыкального спектакля Лоры Квинт «Я — Эдмон Дантес!» по мотивам романа Александра Дюма «Граф Монте-Кристо», режиссёром которого выступил Егор Дружинин. В постановке приняли участие Дмитрий Певцов, Евдокия Германова, Наталия Власова и Виктор Добронравов.
В конце 2012 года Лора Квинт приступила к записи музыкального альбома «Многоточие…» с Максимом Авериным, который был выпущен «Первым музыкальным Издательством» в декабре 2013 года.
11 февраля 2015 года в Пермском академическом театре-театре состоялась премьера новой версии мюзикла «Я — Эдмон Дантес!» под названием «Монте-Кристо. Я — Эдмон Дантес!» в постановке режиссёра Бориса Мильграма.
9 октября 2015 с состоялась премьера музыкальной драмы «Гранатовый браслет»] в пермском «Театре у моста» (режиссёр Алла Чепинога, сценограф — художественный руководитель театра Сергей Федотов).
1 апреля 2016 года в Пермском академическом театре-театре состоялась премьера русского водевиля «На всякого мудреца довольно простоты» по пьесе А. Островского (режиссёр Борис Мильграм, стихи Николая Денисова, музыка Лоры Квинт). Постановка признана яркой, новаторской, но не искажающей классическое произведение. В 2017 году водевиль был выдвинут на премию «Золотая маска» в номинации «Лучший спектакль» и признан одной из лучших постановок сезона.
С 1989 года Лора Квинт живёт и работает в Москве.
В 2010 году Лоре Квинт был поставлен диагноз — рак. В настоящее время болезнь отступила.
4 июня 2017 года в Большом зале Московской консерватории состоялась мировая премьера симфонии «Страсти по корриде» на стихи поэмы «Коррида» Евгения Евтушенко. Произведение сам поэт срочно заказал Лоре Квинт к своему юбилею, и оно было написано в рекордные сроки — 20 дней. Финальные стихи «Я испанский поэт» Евтушенко планировал читать сам, но не дожил до премьеры.
«Страстям по корриде» посвящена статья в музыкальном журнале «Музыкальная жизнь» (№ 6б 2017).
«Страсти по корриде» исполнили оркестр «Русская филармония» (дирижёр Дмитрий Юровский), хор Московской консерватории под управлением профессора Александра Соловьева, звезды оперы Мариинского театра, Большого театра, Геликон-оперы: Петр Мигунов, Лариса Костюк, Ксения Вязникова, Михаил Давыдов, Василий Ефимов, Мария Челмакина и др. Стихи читал заслуженный артист России Владимир Скворцов.
25 ноября 2017 года в Пермском академическом театре-театре состоялась премьера мюзикла Лоры Квинт «Карлик Нос» по мотивам сказки Гауфа — пьеса Бориса Мильграма и Ильи Губина; стихи Николая Денисова. Музыка к этому спектаклю написана в жанре популярной классики.
В марте 2018 года с огромным успехом в Алтайском государственном театре музыкальной комедии города Барнаула состоялась премьера мюзикла «Монте-Кристо. Я — Эдмон Дантес!».
27 сентября 2018 года в Московском международном Доме музыки прошёл творческий вечер Квинт «Композитор Лора Квинт. Симфоническая и театральная музыка». Инициатором проведения этой программы стал Симфонический оркестр Москвы «Русская филармония». В первом отделении вечера было исполнено симфоническое сочинение «Страсти по корриде» на стихи поэмы Евгения Евтушенко «Коррида». Во втором отделении были исполнены произведения Квинт, написанные для театра. В программе приняли участие Камерный хор Московской консерватории и Тульский государственный академический хор.
8 марта 2019 года в Иркутском областном музыкальном театре имени Загурского состоялась премьера мюзикла «Монте-Кристо. Я — Эдмон Дантес» режиссёра Натальи Печерской.
10 мая 2019 года в Рижском драматическом русском театре имени М. Чехова прошла премьера мюзикла «Граф Монте-Кристо. Я — Эдмон Дантес» в постановке Сергея Голомазова. Премьеру посетил президент Латвии Раймондс Вейонис с супругой.
В 2019 году Квинт работала в составе жюри второго сезона музыкального проекта телеканала «Культура» «Квартет 4х4».

## Творчество

### Авторская дискография
- 1991 — Андрей Билль «Ревность» (винил)
- 1997 — Андрей Билль «Ты самая красивая» (аудиокассета)[27]
- 2013 — Максим Аверин и Лора Квинт «Многоточие…» (CD)[32][74]

### Избранные песни
- «Ангел мой крылатый» (слова Франческо Петрарка, русский перевод Бориса Дубровина), исполняет Валерий Леонтьев
- «Армянский папа» (слова Ольги Клименковой) исполняет Карина Маркина
- «Ах, мама-маменька» (слова Николая Денисова), исполняет Надежда Бабкина
- «Белая лодка» (слова Вячеслава Вербина), исполняет Альберт Асадуллин
- «Белый рояль» (слова Максима Аверина и Николая Денисова), исполняет Максим Аверин
- «Белым-бело» (слова Николая Денисова), исполняет Надежда Бабкина
- «Бум-бум» (слова Николая Денисова), исполняет Михаил Шуфутинский (впоследствии исполнил Максим Аверин)
- «Вежливый» (слова Любови Воропаевой), исполняет Михаил Шуфутинский
- «В Ленинграде осень» (слова Алексея Римицана), исполняет Галина Ястреба
- «В огромном городе» (слова Максима Аверина и Лоры Квинт) исполняют Максим Аверин и Лора Квинт (из кинофильма «Любимые женщины Казановы»)
- «Где вы, мои родные» (слова Ольги Клименковой) исполняют Лолита Милявская, Елена Воробей, Милош Ловченский
- «Гей, славяне!» (слова Юрия Энтина), исполняют Лев Лещенко и Владимир Винокур[75]
- «Глаза моей любимой» (слова Николая Денисова), исполняет Дмитрий Певцов
- «Господи, спаси Россию!» (слова Роберта Рождественского), исполняет Иосиф Кобзон
- «Гранатовый браслет» (слова Ольги Клименковой), исполняет Максим Аверин
- «Гусарская песня» («Наливайте, братцы, шипучего вина») (слова Лоры Квинт), исполняет Филипп Киркоров
- «Двуглавый орёл» (слова Ларисы Рубальской), исполняют Лев Лещенко и Владимир Винокур
- «Держи фасон» (слова Николая Зиновьева), исполняет Ирина Шведова
- «Джованна» (слова Николая Денисова), исполняет Павел Смеян
- «Долина света» (слова Бориса Дубровина), исполняет Ольга Кормухина
- «Доплыву до Индии» (слова Евгения Давыдова), исполняет Валерий Леонтьев
- «Дяденька музыкант» (слова Александра Розенбаума), исполняет Альберт Асадуллин[76]
- «Жестокая» (слова Ольги Клименковой), исполняет Филипп Киркоров
- «Жизнь» (слова Роберта Рождественского), исполняет Максим Аверин
- «Зацелую, заревную, залюблю» (слова Николая Денисова), исполняет Максим Аверин
- «Здорово, корова!» (слова Николая Зиновьева), исполняет Андрей Билль
- «Здравствуй, Мир!» (слова Владимира Кострова), исполняет Валерий Леонтьев, Анне Вески и другие звёзды советской эстрады, лауреат Песни-86
- «Карточная дама» (слова Ольги Клименковой), исполняет Андрей Билль
- «Колдунья за рулём» (слова Николая Зиновьева), исполняет Николай Караченцов
- «Колечко» (слова Бориса Дубровина), исполняет Ксения Георгиади
- «Кукловод» (слова Николая Денисова), исполняет Дмитрий Певцов (впоследствии исполнил Максим Аверин)
- «Мадам» (слова Николая Зиновьева), исполняет Николай Караченцов (впоследствии исполнил Максим Аверин)
- «Мальчонка и девчонка» (слова Ларисы Рубальской), исполняет Андрей Билль
- «Марьина роща» (слова Лоры Квинт), исполняет Николай Караченцов
- «Милый капитан» (слова Ольги Клименковой), исполняют Лора Квинт и Андрей Билль
- «Многоточие…» (слова Николая Денисова), исполняет Максим Аверин
- «Моё платье» (слова Николая Денисова), исполняет Ирина Понаровская
- «Мои друзья» (слова Николая Денисова), исполняет Валерий Леонтьев (а также Ирина Понаровская)
- «Монолог начинающего бизнесмена» (слова Лоры Квинт), исполняет Николай Караченцов
- «Монолог нужного человека» (слова Владимира Аленикова), исполняет Николай Караченцов
- «Москва — Тель-Авив» (слова Лоры Квинт и Андрея Дементьева) исполняет Иосиф Кобзон
- «Московский романс» (слова Ильи Резника), исполняет Алла Пугачёва
- «Моя эстрада» (слова Вадима Жука), исполняет Андрей Билль
- «Музыка для цветов» (слова Николая Зиновьева), исполняет Андрей Билль
- «Музыка тела» (слова Любови Воропаевой), исполняет Лолита Милявская
- «Мы такие разные» (слова Олега Серебрянникова), исполняет Андрей Билль
- «Не забывай меня» (слова Ольги Клименковой), исполняет Андрей Билль
- «Некошеный луг» (слова Владимира Кострова), исполняет Надежда Бабкина
- «Не ревнуй!» (слова Бориса Дубровина), исполняет Павел Смеян
- «Несколько часов любви» (слова Риммы Казаковой), исполняет Алёна Апина
- «Нефтяной король» (слова Ольги Клименковой), исполняет Юлия Мицкая
- «Ночь любви» (слова Николая Денисова), исполняет София Ротару
- «Ну, и что, что обжигалась?» (слова Ларисы Рубальской), исполняет Надежда Бабкина
- «Обними меня» (слова Ольги Клименковой), исполняют Лора Квинт и Андрей Билль
- «О, Сан-Ремо!» (слова Ольги Клименковой), исполняет Андрей Билль[77]
- «Очкарик» (слова Ольги Клименковой), исполняет Андрей Билль[27]
- «Песенка доктора» (слова Лоры Квинт), исполняет Максим Аверин
- «Песня о женской дружбе» (слова Ольги Клименковой), исполняют Лолита Милявская и Алёна Апина
- «Письмо из Хайфы» (слова Лоры Квинт), исполняет Андрей Билль
- «Попутный ветер Фордевинд» (слова Николая Денисова), исполняет Андрей Билль
- «Последний день» (слова Бориса Дубровина), исполняет Ирина Аллегрова
- «Праздник без меня» (слова Николая Денисова), исполняет Валерий Леонтьев
- «Праздник дождя» (слова Александра Ольгина), исполняет Альберт Асадуллин
- «Привет, артист!» (слова Николая Денисова), исполняет Николай Караченцов (впоследствии исполнил Максим Аверин)
- «Принцесса» (слова Лоры Квинт), исполняет Максим Аверин
- «Про собак» (слова Ольги Клименковой), исполняет Андрей Билль
- «Прощай, оркестр» (слова Ольги Клименковой), исполняет Андрей Билль
- «Радость моя» (слова Ильи Резника), исполняет Людмила Сенчина
- «Свиданье в Юрмале» (слова Николая Денисова), исполняет Валерий Леонтьев
- «Сентиментальный романс» (слова Игоря Белова), исполняет Алиса Фрейндлих
- «Сердце в слезах» (слова Ольги Клименковой), исполняет Андрей Билль
- «Серёжа» (слова Юрия Рыбчинского), исполняет Валентина Толкунова
- «Солнце над Россией» (слова Бориса Дубровина), исполняет Надежда Бабкина
- «Соперница» (слова Ольги Клименковой), исполняет Алёна Апина
- «Сотри случайные черты» (слова Ольги Клименковой), исполняет Клара Новикова
- «Старая дорога» (слова Николая Зиновьева), исполняет Екатерина Шаврина
- «Старый балкончик» (слова Лоры Квинт), исполняет Тамара Гвердцители
- «Счастье выбрало нас» (слова Людмилы Западинской), исполняет Ирина Понаровская
- Танго № 1 «Amor, amor» (слова Лоры Квинт)
- Танго № 2 «Nena» (слова Максима Аверина и Лоры Квинт)
- «Татарская жена» (слова Ольги Клименковой) исполняет Альфия Шарипова, Лариса Шакирова
- «Театральный роман» (слова Ольги Клименковой), исполняет Лора Квинт
- «Теннисная песенка» (слова Риммы Казаковой), исполняет Николай Караченцов
- «Тётя Соня» (слова Генриха Сапгира), исполняет Клара Новикова
- «Ты самая красивая» (слова Ольги Клименковой), исполняет Андрей Билль
- «Царица Музыка» (слова Ольги Клименковой), исполняет Андрей Билль
- «Чай с поцелуями» (слова Любови Воропаевой), исполняет Дмитрий Певцов
- «Чужестранец» (слова Ольги Клименковой), исполняет Андрей Билль
- «Этот день» (слова Николая Гумилёва), исполняет Андрей Билль
- «Этот день» (слова Ольги Клименковой), исполняет Лолита Милявская
- «Я — просто певец!» (слова Николая Денисова), исполняет Валерий Леонтьев
- «Я — Трубадур» (слова Николая Денисова), исполняет Андрей Билль

### Музыка к спектаклям
- 1973 год — «Карлсон снова прилетел» (Ленинградский Малый драматический театр)
- 1980 год — «Перпетуум мобиле» (Ленинградский театр «Эксперимент»)
- 1985 год — «Пеппи — Длинный чулок» (Ленинградский Малый драматический театр)
- 1988 год — Рок-опера «Джордано» (Государственный центральный концертный зал «Россия»)
- 1992 год — «Карлик-нос» (Новокузнецкий музыкально-драматический театр)
- 2012 год — «Я — Эдмон Дантес» («Театриум на Серпуховке», г. Москва)[39]
- 2015 год — «Монте-Кристо. Я — Эдмон Дантес!» (Пермский академический Театр-Театр)
- 2015 год — «Гранатовый браслет» (Пермский театр «У Моста»)
- 2016 год — «На всякого мудреца довольно простоты» (Пермский академический Театр-Театр)

### Музыка к кинофильмам
- 1986 год — «Нужные люди»
- 1990 год — «Зверобой»
- 1992 год — «Мужская компания»
- 1996 год — «Короли российского сыска»
- 2008 год — «Осенний детектив»
- 2014 год — «Любимые женщины Казановы»

## Награды и звания
- Медаль ордена «За заслуги перед Отечеством» II степени (23 августа 2019 года) — за большой вклад в развитие отечественной культуры и искусства, многолетнюю плодотворную деятельность[78].
- Заслуженный деятель искусств Российской Федерации (21 апреля 2005 года) — за заслуги в области искусства[79].
- Заслуженный деятель культуры Ханты-Мансийского автономного округа (2007).